# Дабуя
Дабуя (перс. دابویه; помер 712) — дабуїдський правитель Табаристану. Його правління припадало на 660-712 роки.